# Saison 2007 de l'équipe cycliste Milram
L'Équipe cycliste Milram participait en 2007 au ProTour.

## Effectif
| Cycliste              | Date de naissance | Nationalité | Équipe 2006      |
| --------------------- | ----------------- | ----------- | ---------------- |
| Igor Astarloa         | 29.03.1976        | Espagne     | Barloworld       |
| Mirko Celestino       | 19.03.1974        | Italie      |                  |
| Alessandro Cortinovis | 11.10.1977        | Italie      |                  |
| Volodymyr Dyudya      | 06.06.1983        | Ukraine     |                  |
| Sergio Ghisalberti    | 10.12.1979        | Italie      |                  |
| Ralf Grabsch          | 07.04.1973        | Allemagne   |                  |
| Andriy Grivko         | 07-08-1983        | Ukraine     |                  |
| Dennis Haueisen       | 13.09.1978        | Allemagne   |                  |
| Matej Jurčo           | 08.08.1984        | Slovaquie   |                  |
| Christian Knees       | 05-03-1981        | Allemagne   |                  |
| Brett Lancaster       | 15.11.1979        | Australie   | Ceramica Panaria |
| Mirco Lorenzetto      | 13-07-1981        | Italie      |                  |
| Martin Müller         | 05.04.1974        | Allemagne   |                  |
| Alberto Ongarato      | 24.07.1975        | Italie      |                  |
| Alessandro Petacchi   | 03.01.1974        | Italie      |                  |
| Enrico Poitschke      | 25.08.1969        | Allemagne   |                  |
| Elia Rigotto          | 04.03.1982        | Italie      |                  |
| Fabio Sabatini        | 18.02.1986        | Italie      |                  |
| Fabio Sacchi          | 22.05.1974        | Italie      |                  |
| Björn Schröder        | 27.10.1980        | Allemagne   |                  |
| Sebastian Schwager    | 04.01.1984        | Allemagne   | Pro depuis 2007  |
| Carlo Scognamiglio    | 31.05.1983        | Italie      |                  |
| Marcel Sieberg        | 30.04.1982        | Allemagne   | Wiesenhof        |
| Sebastian Siedler     | 19.01.1978        | Allemagne   |                  |
| Niki Terpstra         | 18.05.1984        | Pays-Bas    | Ubbink-Syntek    |
| Marco Velo            | 09.03.1979        | Italie      |                  |
| Erik Zabel            | 07.07.1970        | Allemagne   |                  |

## Victoires
| Date       | Course                                        | Pays      | Classe | Vainqueur           |
| ---------- | --------------------------------------------- | --------- | ------ | ------------------- |
| 10/02/2007 | Grand Prix de la côte étrusque                | Italie    | 1.1    | Alessandro Petacchi |
| 18/02/2007 | 6e étape du Tour méditerranéen                | France    | 2.1    | Mirco Lorenzetto    |
| 23/02/2007 | 3e étape du Tour de l'Algarve                 | Portugal  | 2.1    | Alessandro Petacchi |
| 24/02/2007 | 4e étape du Tour de l'Algarve                 | Portugal  | 2.1    | Alessandro Petacchi |
| 25/02/2007 | 5e étape du Tour de l'Algarve                 | Portugal  | 2.1    | Alessandro Petacchi |
| 25/02/2007 | Classement général du Tour de l'Algarve       | Portugal  | 2.1    | Alessandro Petacchi |
| 28/02/2007 | 2e étape du Tour de la Communauté valencienne | Espagne   | 2.1    | Alessandro Petacchi |
| 25/04/2007 | 1re étape du Tour de Basse-Saxe               | Allemagne | 2.1    | Alessandro Petacchi |
| 26/04/2007 | 2e étape du Tour de Basse-Saxe                | Allemagne | 2.1    | Alessandro Petacchi |
| 28/04/2007 | 4e étape du Tour de Basse-Saxe                | Allemagne | 2.1    | Alessandro Petacchi |
| 29/04/2007 | Classement général du Tour de Basse-Saxe      | Allemagne | 2.1    | Alessandro Petacchi |
| 14/05/2007 | 3e étape du Tour d'Italie                     | Italie    | PT     | Alessandro Petacchi |
| 19/05/2007 | 7e étape du Tour d'Italie                     | Italie    | PT     | Alessandro Petacchi |
| 23/05/2007 | 11e étape du Tour d'Italie                    | Italie    | PT     | Alessandro Petacchi |
| 31/05/2007 | 18e étape du Tour d'Italie                    | Italie    | PT     | Alessandro Petacchi |
| 31/05/2007 | 2e étape du Tour de Bavière                   | Allemagne | 2.HC   | Erik Zabel          |
| 01/06/2007 | 3e étape du Tour de Bavière                   | Allemagne | 2.HC   | Erik Zabel          |
| 03/06/2007 | 5e étape du Tour de Bavière                   | Allemagne | 2.HC   | Sebastian Siedler   |
| 03/06/2007 | 21e étape du Tour d'Italie                    | Italie    | PT     | Alessandro Petacchi |
| 17/06/2007 | 2e étape du Tour de Suisse                    | Suisse    | PT     | Erik Zabel          |
| 29/06/2007 | Championnat d'Ukraine du contre-la-montre     | Ukraine   | CN     | Volodymyr Dyudya    |
| 12/08/2007 | 3e étape du Tour d'Allemagne                  | Allemagne | PT     | Erik Zabel          |
| 07/09/2007 | 7e étape du Tour d'Espagne                    | Espagne   | PT     | Erik Zabel          |
| 12/09/2007 | 11e étape du Tour d'Espagne                   | Espagne   | PT     | Alessandro Petacchi |
| 13/09/2007 | 12e étape du Tour d'Espagne                   | Espagne   | PT     | Alessandro Petacchi |
| 14/10/2007 | Paris-Tours                                   | France    | PT     | Alessandro Petacchi |

## Classements UCI ProTour

### Individuel
| Rang | Coureur               | Points |
| ---- | --------------------- | ------ |
| 13   | Alessandro Petacchi   | 120    |
| 26   | Erik Zabel            | 73     |
| 121  | Andriy Grivko         | 8      |
| 124  | Niki Terpstra         | 8      |
| 125  | Volodymyr Dyudya      | 8      |
| 126  | Alessandro Cortinovis | 8      |
| 127  | Christian Knees       | 8      |
| 128  | Brett Lancaster       | 8      |
| 130  | Marcel Sieberg        | 8      |
| 135  | Martin Müller         | 8      |
| 158  | Carlo Scognamiglio    | 5      |
| 216  | Mirco Lorenzetto      | 2      |
| 219  | Sebastian Siedler     | 2      |

### Équipe
L'équipe Milram a terminé à la 18e place avec 148 points.